# أليكساندر دوبويه
أليكساندر دوبويه هو لاعب كرة قدم كندية كندي، ولد في 23 مارس 1990 في مونتريال في كندا.